# Macrobiotus humilis
Macrobiotus humilis är en djurart som tillhör fylumet trögkrypare, och som beskrevs av Maria Grazia Binda och Giovanni Pilato 200. Macrobiotus humilis ingår i släktet Macrobiotus och familjen Macrobiotidae. Inga underarter finns listade i Catalogue of Life.